# Brazindia
"Brazindia" é uma é uma canção do cantor e drag queen brasileiro Grag Queen, gravada para seu primeiro álbum de estúdio. Conta com participação da drag queen indiana Rani Kohenur. A canção foi lançada para download digital e streaming através da SB Music, como quarto single do álbum em 28 de julho de 2022.

## Lançamento e promoção
A divulgação do single começou com publicações misteriosas de Grag nas redes sociais anunciando o próximo single do seu primeiro álbum de estúdio, onde foi divulgado apenas metade do nome da canção e que também haveria uma participação de outro artista. Mais tarde, Grag anunciou o seu retorno com o single "Brazindia", com participação de Rani Kohenur e que seria lançado em 28 de julho. "Brazindia" foi lançada para download digital e streaming como o quarto single do álbum em 28 de julho de 2022.

## Videoclipe
Dirigido por Brad Hammer, o videoclipe foi gravado em Los Angeles, Califórnia. A produção promove uma mistura do Brasil com a Índia. Ao lado de Rani Kohenur, os cantores trazem diversas referências aos dois países. Em uma coletiva de imprensa, Grag comentou que Queen of the Universe não pode passar na Índia e que ambos artistas vieram de lugares onde não há plataformas gigantescas para drag queens, onde ainda sofrem muito como pessoas LGBTQIA+. O videoclipe conta com participação de Manila Luzon, conhecida por participar de RuPaul's Drag Race.

## Faixas e formatos
| Download digital / streaming |             |         |  |
| N.º                          | Título      | Duração |  |
| 1.                           | "Brazindia" | 2:38    |  |

## Histórico de lançamento
| Região | Data                | Formato(s)                 | Gravadora(s) | Ref.  |
| ------ | ------------------- | -------------------------- | ------------ | ----- |
| Várias | 28 de julho de 2022 | Download digital streaming | SB Music     | [ 2 ] |